# Z for Zachariah (film)
 For alternative betydninger, se Z for Zachariah. (Se også artikler, som begynder med Z for Zachariah)
Z for Zachariah er en amerikansk/islandsk film fra 2015, filmet i New Zealand og USA. Den handler om tre mennesker (to mænd og en kvinde), der som de eneste har overlevet en atomkrig, der via radioaktiv stråling har dræbt alt andet liv på Jorden. De befinder sig i en dal, hvor vejrsystemet har forhindet strålingen i at komme ind. Filmen er instrueret af Craig Zobel på basis af en bog af samme navn, skrevet i 1974 af Robert C. O'Brien.
Personerne udfordres psykologisk af kampen for overlevelse og de har indbyrdes konflikter vedrørende videnskab kontra religion og et trekantsdrama, der fører til frustrationer, skænderier og had.

## Medvirkende
- Margot Robbie som Ann Burden
- Chris Pine som Caleb
- Chiwetel Ejiofor som Loomis